# Mushkegowuk—Baie James (circonscription provinciale)
Circonscription électorale provinciale du Canada
Mushkegowuk—Baie James ((en) Mushkegowuk—James Bay) est une circonscription provinciale de l'Ontario représentée à l'Assemblée législative de l'Ontario depuis 2018. 
Peu avant les élections de 2018, la Commission de délimitation des circonscriptions électorales du Grand Nord propose la scission de la circonscription de Timmins—Baie James. La partie nord, majoritairement peuplée par des membres de Premières Nations (27%) et de francophone (60%), deviendrait la circonscription de Mushkegowuk—Baie James. En 2007, l'adoption de la Representation Statute Law Amendment Act, 2017 permet la création des circonscriptions de Mushkegowuk—Baie James et de Kiiwetinoong.
Il est une des deux circonscriptions provinciales à majorité francophone en Ontario. 

## Géographie
La circonscription consiste en la partie nord-est du nord de l'Ontario et inclut les villes de Hearst, Kapuskasing, Moosonee et Smooth Rock Falls et les cantons de Fauquier-Strickland, Mattice-Val Côté, Moonbeam, Opasatika et de Val Rita-Harty.
Les circonscriptions limitrophes sont Algoma—Manitoulin, Nickel Belt, Thunder Bay—Supérieur-Nord, Timiskaming—Cochrane, Timmins et Kiiwetinoong.  

## Historique
| Législature                                                        | Années        | Député | Député        | Parti         |
| ------------------------------------------------------------------ | ------------- | ------ | ------------- | ------------- |
| Mushkegowuk—Baie James Circonscription issue de Timmins—Baie James |               |        |               |               |
| 42e                                                                | 2018-2022     |        | Guy Bourgouin | Néo-démocrate |
| 43e                                                                | 2022–2025     |        | Guy Bourgouin | Néo-démocrate |
| 44e                                                                | 2025–en cours |        | Guy Bourgouin | Néo-démocrate |

## Circonscription fédérale
Depuis les élections provinciales ontariennes du 4 octobre 2007, l'ensemble des circonscriptions provinciales et des circonscriptions fédérales sont identiques. Toutefois, la circonscription de Mushkegowuk—Baie James fait exception de sorte à préserver une représentation du nord de l'Ontario à l'assemblée législative provinciale.